# Diplotoxa recta
Diplotoxa recta är en tvåvingeart som först beskrevs av Mario Bezzi 1928.  Diplotoxa recta ingår i släktet Diplotoxa och familjen fritflugor.
Artens utbredningsområde är Fiji. Inga underarter finns listade i Catalogue of Life.